# (6587) Brassens
(6587) Brassens (1984 WA4) – planetoida z grupy pasa głównego asteroid okrążająca Słońce w ciągu 3,85 lat w średniej odległości 2,45 j.a. Odkryta 27 listopada 1984 roku.